# Fars (fiume)
Il Fars  (in russo Фарс?) è un fiume della Russia europea meridionale, affluente di sinistra della Laba. Scorre nella Adighezia e nel Territorio di Krasnodar.
Il fiume ha origine da una grotta sul versante settentrionale dei monti Skalistyj. Nella parte superiore, il fiume scorre tra rocce calcaree e, attraversata una gola, esce nel villaggio di Novosvobodnaja, il primo insediamento sul fiume. Quindi si dirige prevalentemente verso nord. Nel villaggio di Jaroslavskaja riceve un affluente destro: il fiume Psefir' (lungo 67 km). Nell'ultimo tratto gira a nord-ovest. Sfocia nella Laba a 72 km dalla foce. La lunghezza del fiume è di 197 km. L'area del bacino idrografico è di 1 450 km².